# Emiel Puttemans
Emiel Puttemans, född den 8 oktober 1947 i Vossem, Belgien, är en före detta friidrottare inom långdistanslöpning.
Han tog OS-silver på 10 000 meter vid friidrottstävlingarna 1972 i München.